# オフコース・コレクション 〜出発の歌〜 メモリアル
『オフコース・コレクション 〜出発の歌〜 メモリアル』は、1991年2月29日に発売されたオフコース通算25作目の非監修ベスト・アルバム。

## 解説
「I LOVE YOU」はアルバム『I LOVE YOU』収録のアルバム・ヴァージョンで収録されている。

## アートワーク、パッケージ
CDの帯には以下のキャッチコピーが記載されている。

## 収録曲
| 全編曲: オフコース (#11除く)、オフコース、重実博、矢沢透 (#11)、ストリングス編曲：小田和正 (#5)。 |                          |            |      |
| #                                                                                                 | タイトル                 | 作詞・作曲 | 時間 |
| 1.                                                                                                | 「眠れぬ夜」             | 小田和正   | 3:16 |
| 2.                                                                                                | 「恋を抱きしめよう」     | 鈴木康博   | 4:06 |
| 3.                                                                                                | 「あなたのすべて」       | 小田和正   | 3:51 |
| 4.                                                                                                | 「やさしさにさようなら」 | 小田和正   | 3:57 |
| 5.                                                                                                | 「風に吹かれて」         | 小田和正   | 4:06 |
| 6.                                                                                                | 「季節は流れて」         | 鈴木康博   | 4:00 |
| 7.                                                                                                | 「愛を止めないで」       | 小田和正   | 3:51 |
| 8.                                                                                                | 「素敵なあなた」         | 鈴木康博   | 5:16 |
| 9.                                                                                                | 「汐風のなかで」         | 鈴木康博   | 3:49 |
| 10.                                                                                               | 「こころは気紛れ」       | 小田和正   | 3:51 |
| 11.                                                                                               | 「水曜日の午後」         | 小田和正   | 2:49 |
| 12.                                                                                               | 「潮の香り」             | 鈴木康博   | 3:44 |
| 13.                                                                                               | 「僕等の時代」           | 小田和正   | 3:49 |
| 14.                                                                                               | 「I LOVE YOU」           | 小田和正   | 5:31 |